# ニック・クルーガー
ニック・クルーガー（Niku Kruger、1991年10月9日 - ）は、アメリカ合衆国の元ラグビー選手。

## プロフィール
- 南アフリカ・プレトリア出身。
- ポジションはスクラムハーフ(SH)。
- 身長 175cm、体重 84kg
- アメリカ代表通算キャップ数は6。
- ワールドカップ2015のアメリカ代表に選ばれた[1]。

## 略歴
2016年、デンバー・スタンピードに加入。
2017年、現役を引退した。